# Hiatella
Hiatella is een geslacht van tweekleppigen uit de familie van de Hiatellidae.

## Soorten
- Hiatella antarctica (Philippi, 1845)
- Hiatella arctica (Linnaeus, 1767) (Noordse rotsboorder)
- Hiatella australis (Lamarck, 1818)
- Hiatella azaria (Dall, 1881)
- Hiatella meridionalis (d'Orbigny, 1846)
- Hiatella rugosa (Linnaeus, 1767) (Ruwe rotsboorder)

## Voormalige soorten
- Hiatella arenacea (E. A. Smith, 1910) is Hiatella arctica
- Hiatella biaperta (Daudin Bosc, 1801) is Hiatella arctica
- Hiatella gallicana (Lamarck, 1818) is Hiatella rugosa
- Hiatella lancea (H. C. Lea, 1845) is Ensitellops protexta
- Hiatella lirata (E. A. Smith, 1910) is Hiatella arctica
- Hiatella monoperta (Bosc, 1801) is Hiatella arctica
- Hiatella oblonga (W. Turton, 1822) is Hiatella arctica
- Hiatella orientalis (Yokoyama, 1920) is Hiatella arctica
- Hiatella pholadis (Linnaeus, 1771) is Hiatella arctica
- Hiatella polii (Gray, 1851) is Galeomma turtoni
- Hiatella solida (G.B. Sowerby I, 1834) is Hiatella arctica
- Hiatella striata (Fleuriau de Bellevue, 1802) is Hiatella arctica